# Berufliche Oberschule Kitzingen
Die Staatliche Berufliche Oberschule Kitzingen umfasst eine Fachoberschule und eine Berufsoberschule. Sie ist zusammen mit der Staatlichen Berufsschule Kitzingen-Ochsenfurt und der Staatlichen Wirtschaftsschule Kitzingen Teil des Staatlichen Beruflichen Schulzentrums Kitzingen–Ochsenfurt

## Räumliche Entwicklung
Die Schule im Schulzentrum Mühlberg südlich des Stadtzentrums wurde 1970 als Fachoberschule mit 40 Schülern in zwei Klassen gegründet – zunächst in Räumen des Gymnasiums und später auch im mittlerweile abgerissenen Gebäude der Realschule sowie der Handelsschule. 1976 wurde die Trägerschaft vom Landkreis von der seit 1972 nicht mehr kreisfreien Stadt übernommen. Das heutige Gebäude stammt aus 1978, wurde im Schuljahr 2009/10 energetisch mit einer neuen  Fassadengestaltung renoviert, 2016/17 folgte die Innensanierung. 1999 wurde eine Berufsoberschule (BOS) angegliedert, daher mussten Klassen in die Realschule Dettelbach bis zur Anmietung von Räumen im Telekom-Gebäude nahe dem Hauptgebäude (bis 2008) ausgegliedert werden. Weitere Räume kamen im 2001 angekauften Schulpavillon, der seit 2013 vom Armin-Knab-Gymnasium genutzt wird, und 2003 in der Würzburger Schillerschule im Stadtteil Sanderau als Außenstelle (s. u.) hinzu. Als diese 2013 mit über 600 Schülern (die bis 2018 auf 1300 anwuchsen) selbständig wurde, wurde die Kitzinger Stammschule Teil des Staatlichen Beruflichen Schulzentrums Kitzingen–Ochsenfurt.

## Standort Würzburg
Beginnend 2003 mit fünf stieg die Zahl der nach Würzburg ausgelagerten Klassen bis zum Schuljahr 2010/11 auf 23 mit 617 Schülern. Einige von diesen mussten in nahegelegenen Gebäuden untergebracht werden. Gespräche zwischen dem bayerischen Kultusministerium und der Stadt Würzburg, die Dependance Schillerschule als eigenständige staatliche Berufliche Oberschule zu führen, hatten vorerst keinen Erfolg. Der Stadtrat wollte nämlich langfristig eine Fusion der städtischen mit der neuen (zu gründenden) staatlichen Würzburger Beruflichen Oberschule, um Personalkosten zu sparen. 2009 wurde eine Lösung erarbeitet, die keinen  Präzedenzfall für andere städtische Schulen schafft: Es wird ein gemeinsamer FOS/BOS-Standort an der bisherigen Franz-Oberthür-Schule am Zwerchgraben  geschaffen. Während die Stadt dort über fünf Jahre Klassen abbaut, baut sie der Freistaat auf.
Im Neubau fanden ab dem Schuljahr 2013/14 neben der am 1. August 2013 unter der Leitung der bisherigen Kitzinger Direktorin Susanne Kraus-Lindner neugegründeten staatlichen Beruflichen Oberschule Würzburg auch die Fachbereiche Druck und Medienberufe der städtischen Berufsschule Platz.

## Erweiterung des Angebots
2004 schloss der erste Jahrgang BOS 13 mit der Hochschulreife ab, 2007 erstmals eine FOS 13.
Mit dem Schuljahr 2008/09 wurden FOS und BOS zur Beruflichen Oberschule zusammengefasst. Mit dem Schuljahr 2011/12 startete als Modellversuch neben vorerst zwei anderen Standorten in Bayern (München und Altötting) die neugeschaffene Vorklasse FOS als Brückenangebot für Schüler der 10. Klasse des M-Zugs der Haupt-/Mittelschulen, der 10. Klasse des H-Zweigs der Wirtschaftsschulen und der Jahrgangsstufe 11 der zweistufigen Wirtschaftsschule. Im Schuljahr 2012/13 kamen als Kooperation mit der örtlichen Realschule Kombikurse dazu. Als Wahlangebot wurde 2011 eine Theatergruppe gegründet. Seit 25. April 2013 nimmt die Schule am Projekt Schule ohne Rassismus – Schule mit Courage teil; Patin ist die Basketball-Mannschaft des TG Würzburg. 2016/17 folgte die Anerkennung als Fairtrade-Schule und 2017/18 eine Kooperation mit der Hochschule für angewandte Wissenschaften Würzburg-Schweinfurt.

## Schulleiter
- 1970–1971 Otto Leitolf (kommissarisch)
- 1971–1985 Hans Jenicek
- 1985–2009 Richard Müller
- 2009–2013 Susanne Kraus-Lindner
- 2013–2023 Frank Delißen (als Leiter des Schulzentrums), vor Ort vertreten durch Andreas Breitenbacher
- seit 2023 Andreas Breitenbacher (als Leiter des Schulzentrums), vor Ort vertreten durch Thomas Reinlein[17]

## Entwicklung des Schülerstandes
Jeweils am Statistikstichtag